# Gewog di Thangrong
Il gewog di Thangrong è uno dei diciassette raggruppamenti di villaggi del distretto di Mongar, nella regione Orientale, in Bhutan.